# Тсунги, Антеф
Анте́ф Тсунги́ (фр. Antef Tsoungui; 30 декабря 2002, Брюссель) — бельгийский футболист, защитник клуба «Фейеноорд».

## Клубная карьера
Антеф Тсунги прошёл через футбольные академии английских клубов «Челси» и «Брайтон энд Хоув Альбион». 24 апреля 2021 года футболист сыграл первую игру в составе «Брайтона» в матче Кубка лиги против «Кардифф Сити». Вторую половину сезона 2023/24 Тсунги провёл в аренде в бельгийском «Ломмеле».
После окончания срока аренды футболист не стал продолжать сотрудничество с «Брайтоном», а летом 2023 года перешёл в состав действующего чемпиона Нидерландов — «Фейеноорд». Подписав с клубом договор до июня 2025 года. И сразу был отправлен в аренду в клуб Эрстедивизи — «Дордрехт». 11 августа 2023 года в дебютной игре в составе «Дордрехта» против «НАК Бреда» Тсунги отметился забитым голом.

## Карьера в сборной
С 2017 года Антеф Тсунги выступал за юношеские сборные Бельгии.